# 烈焰之花
《烈焰之花》（羅馬化：Bussaba Lui Fai）是一部由Juvenile Company Limited制作，丘普朗·阿瑞昆（Cherprang）、托尼·拉根（Toni）领衔主演，2023年6月11日起每日周五至周日晚间8时15分至9时10分通过Thai PBS 3播出的泰国古装爱情剧。剧情反映了过去泰国社会性别不平等的议题，主要讲述了走在时代前端、意志坚定的女子“Lamjuan”克服时代障碍，挑战传统思想的故事。

## 演员阵容
- 丘普朗·阿瑞昆（Cherprang）饰演 Lamjuan，饱读诗书，思想前卫的女性。
- 托尼·拉根（Toni）饰演 Hun，苦力。
- 那·特哈沙丁·那·阿育他亚（Poom）饰演 Inthra
- 索姆查·肯格拉（英语：Somchai Khemglad）（Tao）饰演 Luang Seniborirak（Khongpae）
- 萨鲁特·威奇特拉农（Big）饰演 Thong Yoo老师（Luang Wichit Jesada）
- 达奈·乍卢金达（Kik）饰演 Bunlue
- 鲁德克劳·阿姆拉蒂沙（Tongneng）
- 亚瑟·阿皮查·伽诺伊（Attila）饰演 Dan Beach Bradley，医生。

## 制作
2021年11月8日，剧组举行了前期制作祭祀仪式。
2023年5月27日，此剧演员、剧组与制作人参加了在泰国曼谷的帕彻独彭大寺院举行的“Lam Nam Sin之夜，Busaba Lui Fai”公开活动。